# Distrito de Tagab
Tagab es uno de los 29 distritos de la Provincia de Badakhshan, Afganistán. Fue creado en 2005 con parte del Distrito de Fayzabad y cuenta con una población de aproximadamente 22.000 personas.
- Datos: Q2306269